# 元旦まで感動生放送!史上最大39時間テレビ「ずっとあなたに見てほしい 年末年始は眠らない」
『元旦まで感動生放送!史上最大39時間テレビ「ずっとあなたに見てほしい 年末年始は眠らない」』（がんたんまでかんどうなまほうそう!しじょうさいだいさんじゅうくじかんテレビ ずっとあなたにみてほしい ねんまつねんしはねむらない）は、1992年12月30日午後6時30分から1993年1月1日午前9時30分までTBS・JNN系列で生放送された長時間特別番組枠である。

## 概要
「時と感動」をテーマに、39時間に亘る長時間の生放送。TBSテレビ・Gスタジオをメインに、39時間耐久イベントの中継を挟みながら、身近なことから地球規模の事象まで、ドラマを除くあらゆるジャンルのコーナー及び企画を放送した。

## 総合司会
- 筑紫哲也
- 賀来千香子
- 高田純次
- 大槻ケンヂ
- 相原勇

## テーマ曲
- サザンオールスターズ「せつない胸に風が吹いてた」（アルバム「世に万葉の花が咲くなり」に収録）

## 39時間企画

### 21世紀カウントダウン時計
オーストリアの世界的芸術家・フンデルトヴァッサー製作による、21世紀（2001年1月1日午前0時）までの残り時間を示すモニュメント。時計は緑山スタジオ・シティ（横浜市青葉区）に設置され、時計の前での学生によるパフォーマンスが行われた。
時計は、21世紀までの残り時間を表示するデジタル部分と、現在時を示すアナログ時計の2つから構成されており、アナログ時計の文字盤は親日派としても知られるフンデルトヴァッサーの意向で、漢数字で記されている。また、時計の台座部分は小さな池と芝生から成っており、時計の上から池の部分へ水が循環されている。
39時間の放送中は、イベント以外にもCM前や天気予報のコーナーなどで随時、時を刻む模様が中継された。
この時計は1994年10月、TBS放送センター完成とともに、正面玄関南側の南公園と呼ばれる庭園に移設された。なお、2001年を迎えたため、残り時間を示すデジタル表示の部分は動いておらず、アナログの時計のみが現在の時間を表示していた。
その後はアナログ時計が故障したまま長い間放置されていた状態だったが、2021年10月に始まった『THE TIME,』で「香川照之の赤坂にホタルを呼ぼうぜ!」と題して、庭園をホタルが生息する環境に整備するとともに時計の再生を目指す企画が行われていた。しかし、香川の不祥事による降板で企画が自然消滅し庭園は手付かずのままになっている。
21世紀時計レポーター：星野知子・小林豊 （当時TBSアナウンサー）

### めぐり愛エクスプレス

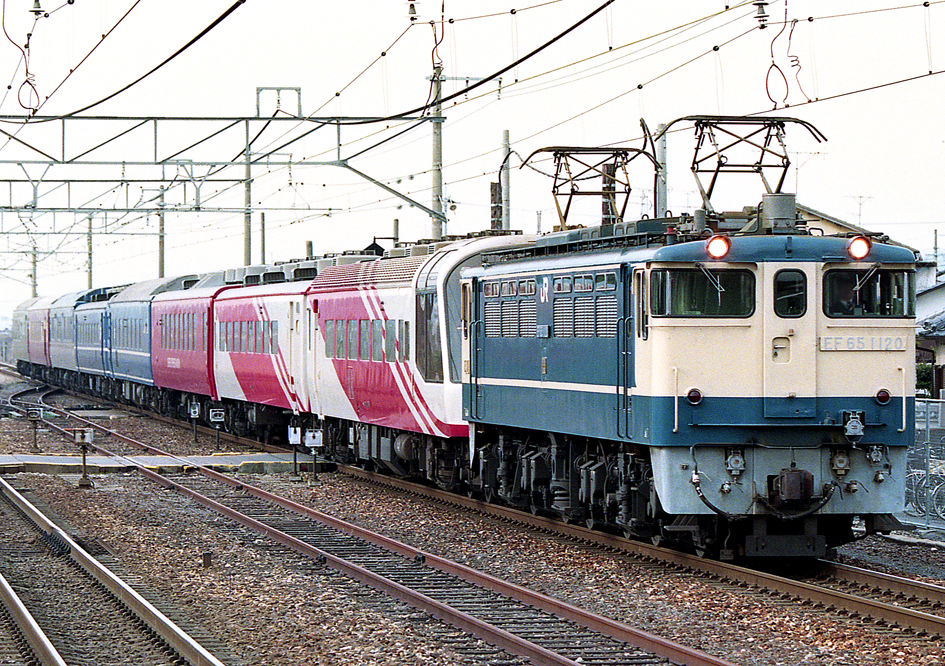
めぐり愛エクスプレス

「花嫁募集中」の独身農村青年が、函館駅から門司港駅まで、特別列車により全国各地でお見合いを展開した。全国の途中停車駅で希望者の女性が乗車し、番組のエンディング前（元日朝）に「告白タイム」を設けた。
車両はJR東日本のジョイフルトレイン「スーパーエクスプレスレインボー」を軸に、24系25型寝台車「夢空間」3両などを併結。豪華食堂車やスタッフのための寝台車両も併結した混合編成であった。
- リポーター：田中義剛、奥山佳恵、岡崎潤司
- 担当キャスター：下村健一

### 39時間サッカー
- たけし軍団率いる東軍と清水圭率いる西軍の39時間サッカー対決。
- 試合会場：横浜マリノス・新子安グラウンド
- リポーター：稲川淳二、生稲晃子
- 実況：戸崎貴広

### 挑戦!39時間もちつき
ボクシングジムチームとトライアスロンチーム対抗による、餅つき対決。TBS本館（後の赤坂メディアビル）の正面玄関前で行われ、付き上がった餅は見物人に振る舞われた。また元日の朝は全国各地の「ご当地雑煮」も振る舞われた。
- チャレンジャー：渡嘉敷勝男、ジミー大西、アジャ・コング、鬼塚勝也、中野浩一他
- レポーター：長峰由紀

### 39時間忍耐の磯釣り
長崎県五島列島福江サザエ島で磯釣り名人が39時間磯釣りに挑戦した。番組スタート時は「39時間磯釣り」とテロップで表示されていたが、時間を追うごとにその過酷さ（なかなか釣果が出ない、釣れても小さなアジしか釣れないなど）から、番組中盤から「忍耐の」の表記が加わった。
- チャレンジャー：柴原啓二
- リポーター：越前屋俵太　中継するごとに様々な扮装で登場した。

## この枠で放送された番組

### オープニング
- めぐり愛エクスプレス出発式（JR函館駅）
出発時、JR北海道社員の吹奏楽団が番組テーマ曲である「せつない胸に風が吹いてた」を演奏し、函館港沖で花火を打ち合げる大々的なものだった。
- 21世紀カウントダウン時計お披露目
- 放送時間別コーナー紹介、39時間耐久企画（以下参照）スタート、番組セット紹介
スタジオ全体は「公園」をイメージした空間に施され、コーナーによって様々なセットが組まれた。スタジオの中央には電飾が施された木が置かれた他、21世紀時計をイメージしたメインセット、「地球・愛しき星」コーナーセット、暖炉などが置かれたソファーセットなどがあり、これらを出演者が歩いて1周しながら39時間のプログラムを紹介した。

### '92報道スクープ決定版「すべてはカメラの前で起こった!」
1992年の日本及び世界の動きを捉えた衝撃映像をもとに2部構成で1年を振り返る。なお、『報道スクープ決定版』は1989年から2005年まで12月の定例番組として放送されていた。
- 第1部衝撃映像編 - 1992年に起こった事件及び事故の衝撃映像を一挙放送。
- 第2部年間回顧録 - 1992に起こった動物に関する出来事、JNN女性記者奮戦記、毎年恒例の劇画タッチ政治ドラマ、たけしの重大ニュースめった斬り!を放送。この年の政治ドラマは「金丸信一代記」を放送。
- 司会：ビートたけし（「北野たけし」名で出演）、三雲孝江
- 出演：筑紫哲也、和田アキ子、高田純次、賀来千香子、山藤章二、高市早苗、大槻ケンヂ

### 地球・愛しき星
番組のメインテーマとなる企画。変わりゆく地球の姿と、そこに住む人間たちのドキュメント。世界30か国を長期取材し、環境問題、民族紛争、難民問題、飢餓、人口増加問題等、21世紀に向けて直面しているさまざまな問題を放送。
- テーマ曲：作曲 元道俊哉
- テーマを3回にわけて放送し、今回は「彷徨える民」をテーマに放送。
- 司会：筑紫哲也、賀来千香子
- 出演：石坂浩二、荻野アンナ、オスマン・サンコン、相原勇

### 全国高校ラグビー2回戦ハイライト
- 第72回全国高等学校ラグビーフットボール大会2回戦ハイライト。MBS・TBS共同製作。

### 目指せ次代のコント覇者!第1回お笑いウェスタンカーニバル
若手コメディアンと中堅コメディアンのお笑い公開バトル
- 司会：高田純次、岡本夏生、細川ふみえ
- 出演（ゲスト）：ダチョウ倶楽部、B21スペシャル、モト冬樹とフリーマーケット、ホンジャマカ、テンション、バカルディ、ビシバシステム、バラライカ、ジュンカッツ、松村邦洋、ポール牧、毒蝮三太夫、桂邦彦、大川興業、大槻ケンヂ、高木ブー、ブッチャーブラザーズ
- コーナー担当プロデューサー・桂邦彦をモデルにした「桂人形」というものが、ネタが受けると笑う。

ポール牧、毒蝮三太夫のコラボレートによるコントを披露した。
大川興業が「ホテル」のエイズをネタにした替え歌を披露し、抗議が殺到し、番組中に謝罪したが、大川興業がグランプリを受賞した。
コーナー前にはメインスタジオから「39時間テレビ舞台裏レポート」として、この番組のために深夜営業を行ったTBS社員食堂はじめ、局内のさまざまの場所からのレポートが入った。
また「報道スクープ」終了後に、赤坂界隈で打ち上げを行っていたビートたけしが「39時間餅つき」会場に乱入し、急遽生中継が行われた。

### 芸人の主張
- 日頃メディアに登場するチャンスの少ないお笑い芸人が、思いのたけを3分間を語り優勝を競った。
- 司会：松尾貴史
- 出演：大槻ケンヂ、相原勇
- 出場者：アニマル梯団、イヌーズ、億田明子、お笑いキング&クイーン、好田タクト、ジュンカッツ、SUPERエンジェル、隅田睦男、ダンガンパラダイス、とっかん小僧、西川栄二、X-GUN、ビーチーズ、フォークダンスDE成子坂、本田みずほ、みかずき組

### 21世紀への天気予報
未来の天気予報のシミュレーション、CGやスタジオ模型を駆使。世紀末の異常気象もシミュレーション。
- 出演：森田正光、相沢早苗他

### ビッグモーニングEYE
当時放送されていた朝の情報番組『ビッグモーニング』『モーニングEye』の連動企画。きんさんぎんさんの朝食中継、めぐり愛エクスプレス中継など、大晦日の朝を迎えた全国各地からの生中継、この1年にワイドショーが伝えた話題などを振り返ったほか、当時社会問題となっていた統一協会への取材方法を巡って、モーニングEyeのレポーター・山形美房と、ビッグモーニングのレポーター・下村健一がバトルトークを繰り広げた。
- 司会：生島ヒロシ、山本文郎、寺田理恵子
- 出演：天野祐吉、森毅、泉ピン子、細川ふみえ、藤崎仁美、山崎真由美

### 地球・愛しき星 第2部
- テーマ「祈り・神と人間」
- 司会：筑紫哲也、賀来千香子
- 出演：石坂浩二、荻野アンナ、オスマン・サンコン

### 20世紀・ザ・グレートスキャンダル
人類永遠のテーマ「男と女」の問題。20世紀に彩った大物たちの男女関係を参考に過去から未来への男女関係を検証。視聴者からもFAXを募り「男と女の秘密」にまつわるエピソードを受け付けた。
- ピカソと七人の女性
- 谷崎潤一郎・恋と友情
- マリリン・モンローとブリジット・バルドー他
- 司会：高田純次、賀来千香子
- 出演：大島渚、池田満寿夫、野際陽子、小島一慶、田中康夫、竹内海南江、相原勇

### 39時間テレビ 折り返し地点
正式なコーナータイトルではないが「ザ・グレートスキャンダル」と「JNNスペシャル人間大賞」の間、午後2時からの30分間に、放送開始から19時間30分を経過した時点の各イベントの模様を中継でつないだ。

### 決定!'92JNNスペシャル人間大賞　爆笑感動名場面グランプリ
TBS・JNN系列28局の傑作ローカル番組を紹介。「爆笑部門」「感動部門」「グランプリ」を決定。
- 司会：高田純次、相原勇
- 出演：筑紫哲也、峰竜太、松本明子、中山秀征、大槻ケンヂ、TBS系列各局女子アナウンサー

### めぐり愛エクスプレススペシャル
めぐり愛エクスプレスの中間ハイライトと京都駅から大阪駅までの移動生中継を軸に、午前0時直前に行われる21世紀時計のリハーサル、レコード大賞の会場からの直前情報など、各地からの生中継が放送された。
大阪駅の到着に際しては、直前から列車の様子をカメラで捉えるため、ちゃやまちアプローズ屋上にカメラを設置。淀川を渡り、大阪駅に入る姿を映し出した。また、大阪駅前の大阪マルビル屋上の電光掲示板（2003年撤去）が、列車到着と同時に「歓迎!めぐり愛エクスプレス」の文字を表示した。
- 出演：大林素子、益子直美（スタジオゲスト）柏木宏之、武川智美、島木譲二、池乃めだか（大阪駅中継）

### 第34回輝く!日本レコード大賞
- 第34回輝く!日本レコード大賞を日本武道館より生中継

### 号外!報道スクープ「スパイカメラは見た!戦慄の2010年」
驚異と衝撃の新映像グラフィティ、過去の出来事から2010年を予測する映像バラエティ。
- 2012年世間の旅
20年間の服役を終えた男が出所し、20年後の日本を探訪する。電気自動車、宇宙往還機、三倍体魚、ハイビジョンテレビ、地震予報、極小機械等を紹介。
- きつねうどんの危機〜サハリン昆布に賭けた男のロマン〜
- ポストりえを狙え!スクープ!未来美人製造計画
- 2008年悪魔のオリンピック
近未来のオリンピックは、世界新記録0、これにより、スポンサーは減少。このことを重く見たオリンピック委員会はドーピング使用を許可する大英断にでた。　ドーピングにより、超人的な記録を連発するも、副作用により、試合途中に死亡者が続出。スポンサー主義による、オリンピックの破滅を描いた。
- YENに仕掛けられた甘い罠
- なくなるものへの鎮魂歌（レクイエム）
シーソー、スイカなど21世紀にはなくなると予測されるものを紹介。
- 森に刻まれた遺言
TBSアナウンサー・柴田秀一がドラマに挑戦。
- 司会：高田純次、大槻ケンヂ、香川恵美子
- 出演：筑紫哲也、西村晃[注釈 2]、賀来千香子、野際陽子、田中康夫、中尾ミエ

### カウントダウン21世紀「21世紀時計が動き出す」
新年まであと1時間を迎えたところでの、39時間耐久企画やめぐり愛エクスプレス中継を挟みながら「時」をテーマにした企画を展開。
- カウントダウン21世紀
水時計、ピサの斜塔の振り子、ダリの歪んだ時計等、時の歴史を紹介。21世紀カウントダウン時計前で学生による、時の歴史のパフォーマンス

### サザンオールナイト ロック怪獣サザン伝説
1993年に結成15周年を迎えるサザンオールスターズの歴史を振り返る。当時のメンバーのうち、関口和之は病気療養により活動を休止していたため不出演。
- 徹子の大部屋（テレビ朝日系「徹子の部屋」のパロディ）
桑田佳祐が黒柳徹子（桑柳徹子）に扮し、サザンのメンバーとトークをするオープニングに始まり、その後はサザン15年の歴史が紹介された。ナレーションは風間杜夫。
- 午前0時をまたぐ前後10分間は、スタジオからの生放送に切り替わる（後述）。
- 知ってるくせに?!（日本テレビ系「知ってるつもり?!」のパロディー）
サザンオールスターズの歴史やエピソードを振り返る。この時桑田は関口宏（関口宏二）、野沢秀行は加山雄三（加山なんでも雄三）、原由子は大空眞弓（大空眞引[注釈 3]）、大森隆志は間寛平[注釈 4]、松田弘はショーン・レノン（ショーン・レノソ）に扮して登場。関口宏二のアシスタントは長野智子。

他に「涙のキッス」「ニッポンのヒール」をアコースティックバージョンで披露。この年サザンオールスターズは全国ツアーの真っ最中であり、恒例の横浜アリーナでの年越しライブを休止したため、年越しライブに代わる企画がこのコーナーだった。

### 新年へのカウントダウン
「ロック怪獣サザン伝説」の途中、23時55分からは再びTBS Gスタジオからの映像に切り替わり、39時間テレビに関わる全員で1993年へのカウントダウンが行われた。
スタジオに居る出演者・スタッフはジェット風船を手に持ち、また各イベント会場からの中継が入り、高田純次のかけ声とともに60秒前からカウントダウンがスタートした。
めぐり愛エクスプレス中継は、広島県の宮島・厳島神社から行われる予定だったが、JR宮島口駅に出演者が来る事を知った視聴者や、一般の参拝者で溢れかえってしまい、レポーターの田中・奥山が移動できず、出迎える側の中国放送(RCC)アナウンサー・本名正憲のみが宮島へ渡り、一般の参拝客とカウントダウンを行った。この影響で新年の瞬間、田中らは生放送に出演できず「サザン伝説」終了後の午前1時すぎに、宮島口駅の駅長室から電話で登場した。

### 日本で一番早い芸能人新年会
カラオケ大会、卓球大会などが行われた他、未明の時間は39時間サッカーの生中継が放送された。
- 出演：島田紳助、渡辺正行、峰竜太、中山秀征、高田純次、大槻ケンヂ、相原勇、JNN系列局女子アナウンサー

### 元旦のラジオ体操
元日6時からのコーナー。TBS玄関前で司会陣が「39時間もちつき」出演者や会場に集まった視聴者とともにラジオ体操を行ったほか、新年の夜明けを目前にした各イベント会場からの中継が入った。

### 地球・愛しき星
- テーマ「幼き心の詩」
- 司会：筑紫哲也、賀来千香子
- 出演：石坂浩二、オスマン・サンコン、荻野アンナ

### 感動のフィナーレ
39時間テレビに関わる全ての出演者が登場。各地からの中継では39時間耐久企画のクライマックスの映像を届けた。
- 全国ご当地雑煮紹介
TBS正面玄関前の「39時間もちつき」会場で、全国のさまざまな味や具の入った雑煮が紹介され、出演者がスタジオから会場へ出向き、試食、会場でも振る舞われた。
- おめでとうレコード大賞
元旦のTBS生番組恒例企画。演歌部門での大賞受賞者・大月みやこが登場した。
- めぐり愛エクスプレス フィナーレ
農村青年と一般参加女性のお見合い企画のクライマックス「告白タイム」では、カップルが1組のみ成立という結果に終わった。また車内の食堂車では豪華なおせち料理の紹介が行われた。その後、山口県・下関駅からはテレビ山口アナウンサー・横溝洋一郎のレポートでふぐ雑煮が紹介され、関門トンネルに列車が突入するところまで、ヘリコプターからの生中継（担当：RKBアナウンサー・植草朋樹）も行われた後、午前9時前に門司港駅に到着した。
- 39時間メイキング
39時間テレビの出演者、スタッフの裏側を放送開始直前から取材。出演タレント以外にもアナウンサー、ゲストのメイキングシーンにも密着した。
- グランドフィナーレ
各中継地点を結び、イベントのフィナーレの模様を伝えた。磯釣り企画の越前屋俵太が岩場から海にスーツ姿で飛び込んだ。その後、テーマ曲「せつない胸に風が吹いてた」にのせ、各中継地点からの映像が送られ、最後はスタジオの出演者とスタッフによるカウントダウンで終了した。

## 主なスタッフ
- 三辺吉彦
- 腰山一生[2] （構成）
- 製作著作：TBS